# Slangenhalsvogels
Slangenhalsvogels (Anhingidae) zijn een familie van vogels uit de orde van de Suliformes. Ze komen over de hele wereld voor in tropische gebieden. Voorbeelden zijn de Australische Anhinga melanogaster en de Amerikaanse slangenhalsvogel (Anhinga anhinga). 

## Leefwijze
Het zijn grote, sociaal levende watervogels met een lange, slanke nek en een dunne, dolkvormige snavel. In brak- en zoetwatergebieden, zoals in de buurt van grote rivieren en meren, zijn de slangenhalsvogels te vinden. Soms gaat de slangenhalsvogel ook aan de kust op zoek naar voedsel. Hij zoekt onder water naar vis, die aan de scherpe snavel wordt gespietst. De slangenhalsvogel zwemt vaak met alleen zijn nek en kop boven water. Met zijn grote, brede vleugels is dit dier een uitstekende zwever.

## Taxonomie
Het volgende geslacht is bij de familie ingedeeld:
- Anhinga Brisson, 1760

Anhingidae (Slangenhalsvogels) · Fregatidae (Fregatvogels) · Phalacrocoracidae (Aalscholvers) · Sulidae (Jan-van-gents en genten)